# تاريخ سانت بطرسبرغ

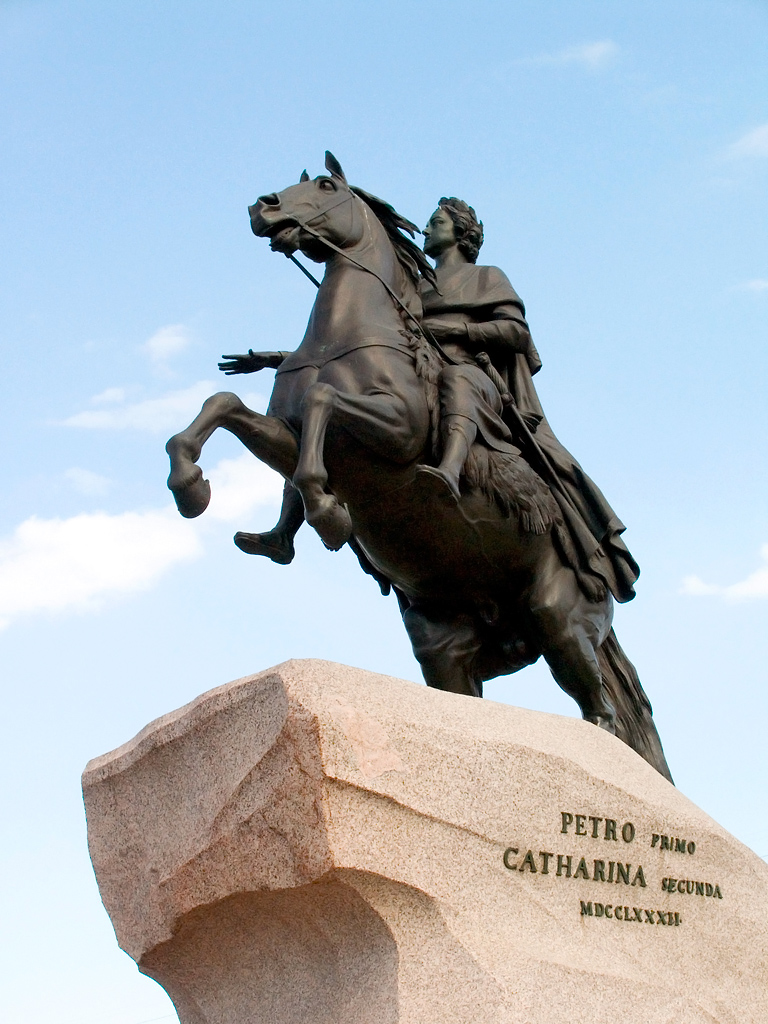
الفارس البرونزي، نصب تذكاري لبطرس الأكبر

مدينة سانت بطرسبرغ هي ثاني أكبر مدينة في روسيا. أسسها القيصر بطرس الأكبر في 27 مايو 1703. وأصبحت عاصمة الإمبراطورية الروسية لأكثر من مائتي عام (1712-1728، 1732-1918)، حتى قيام الثورة الروسية في عام 1917، وغير الشيوعيون العاصمة لتكون موسكو في عام 1918.

## العاصمة الجديدة

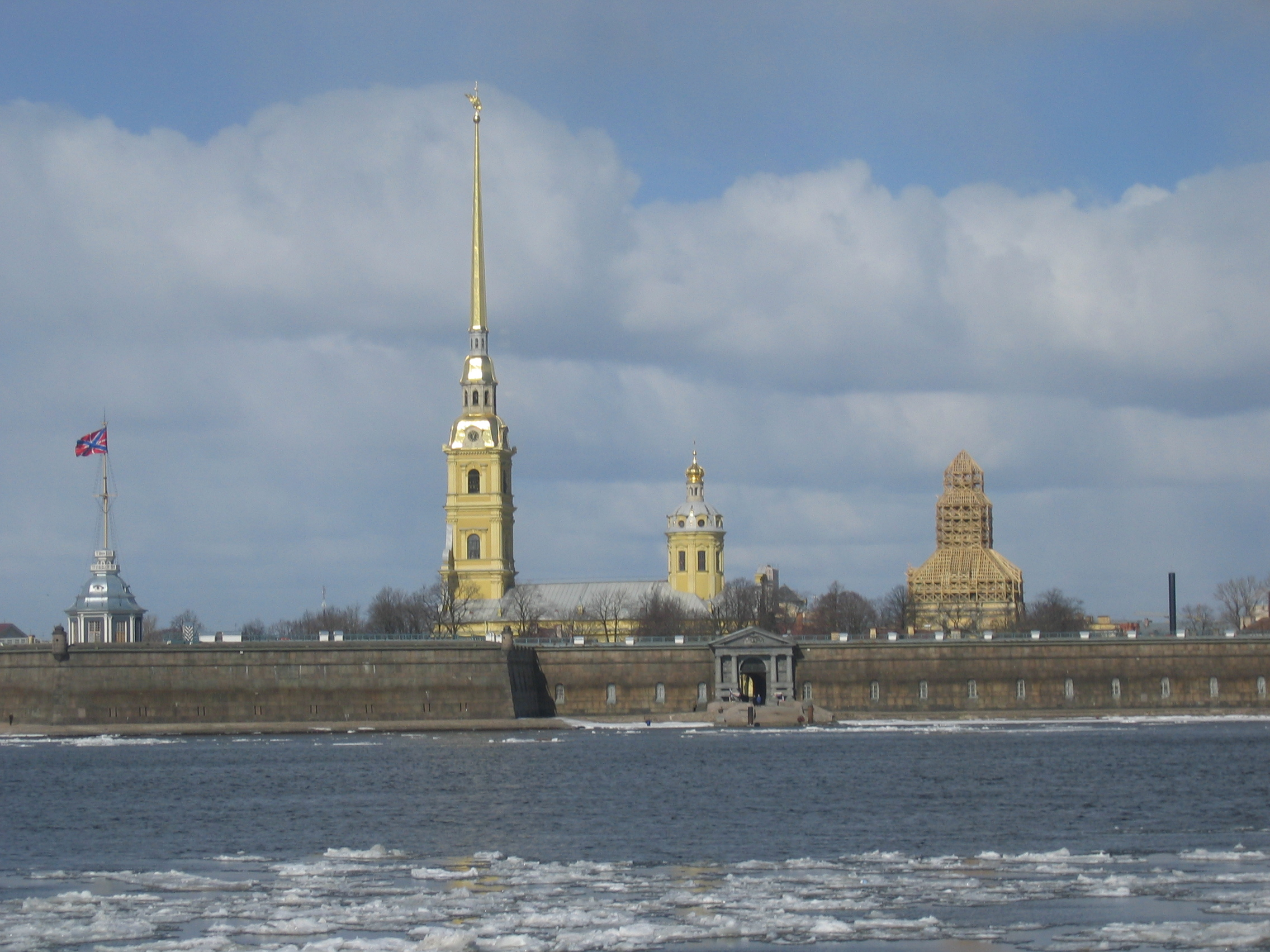
كاتدرائية بطرس وبولس في قلعة بطرس وبولس

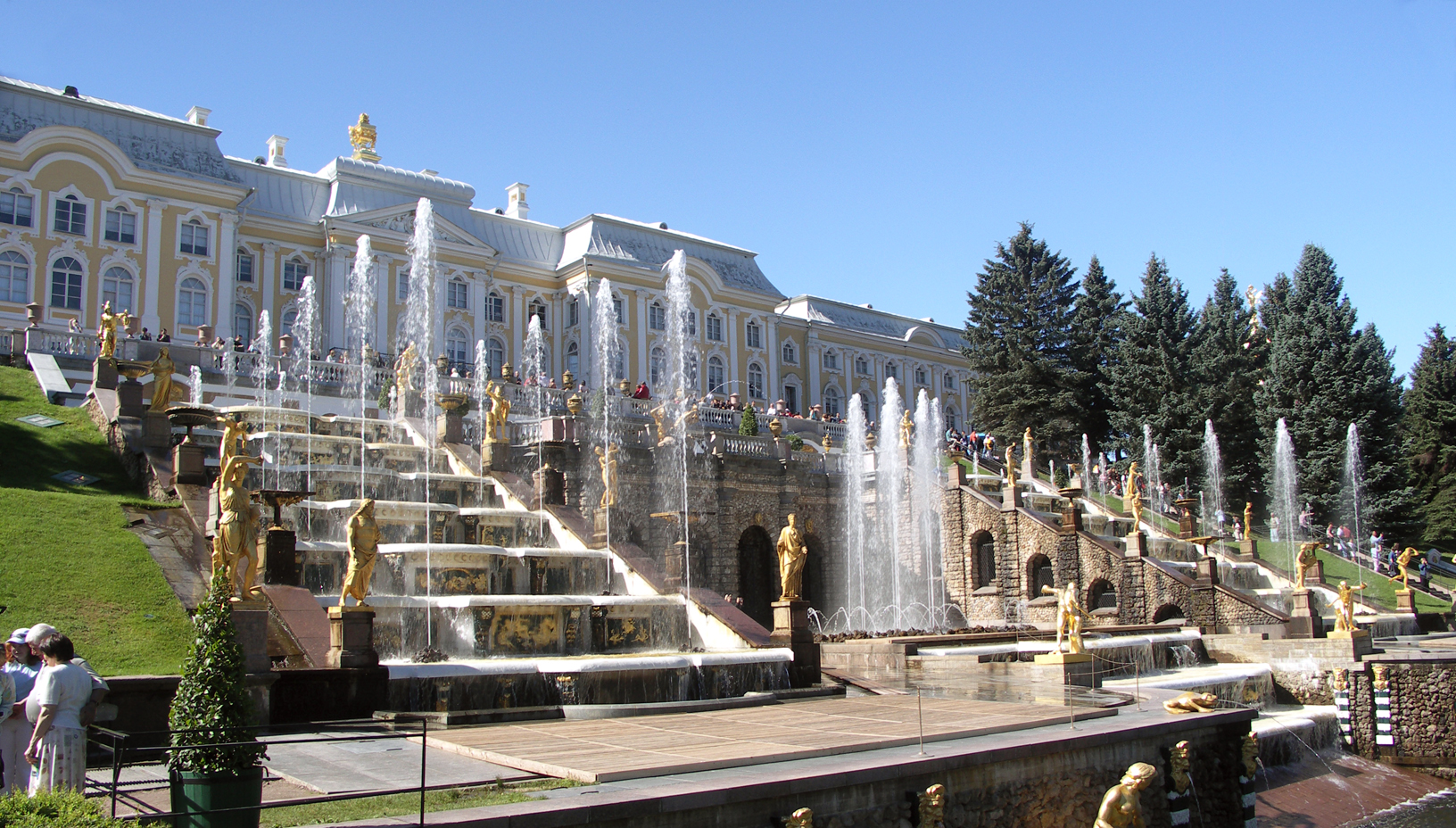
قصر بطرس الأكبر، بُني بين عامي 1714-1725 في بيترهوف

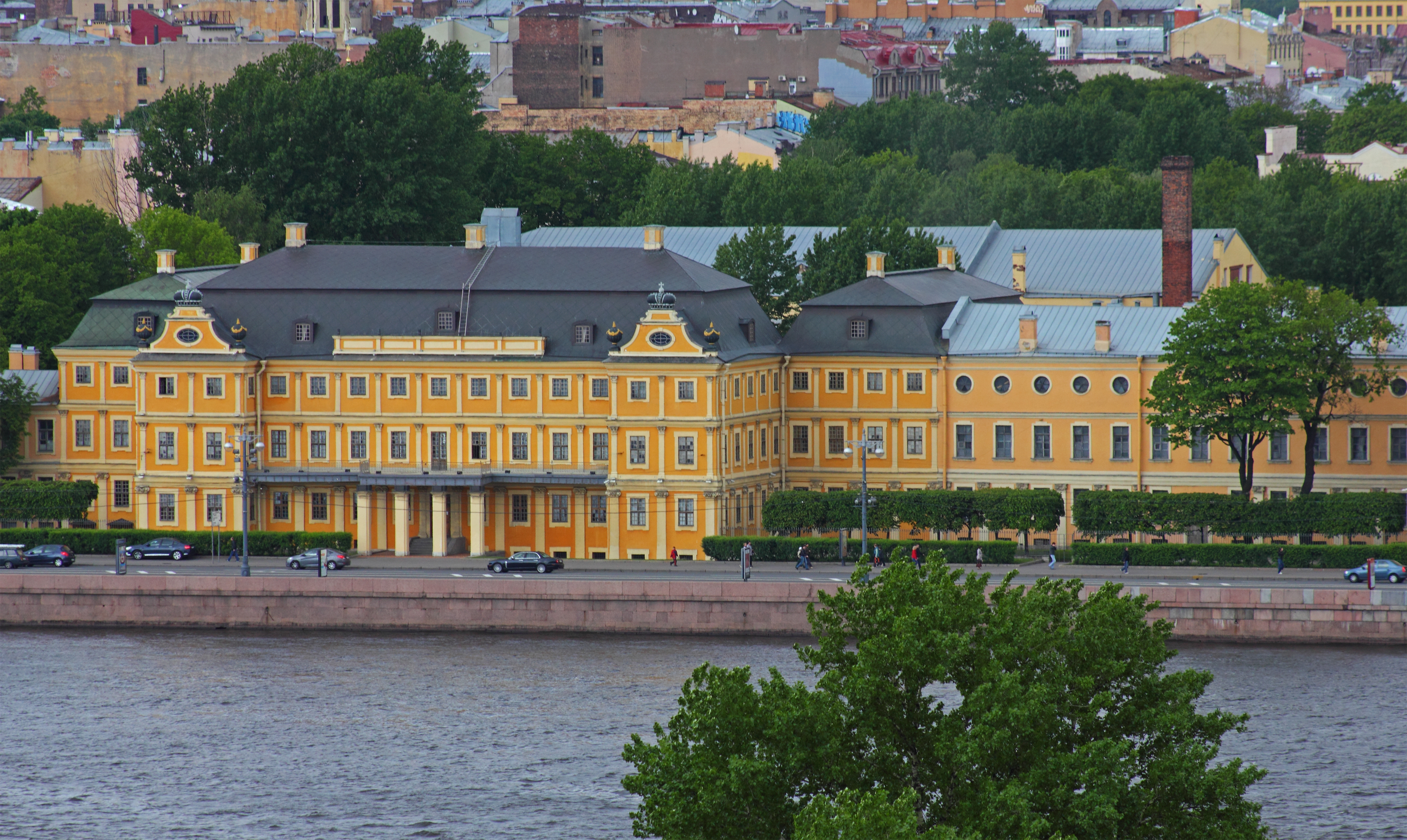
قصر مينشيكوف، مقر أول حاكم للمدينة

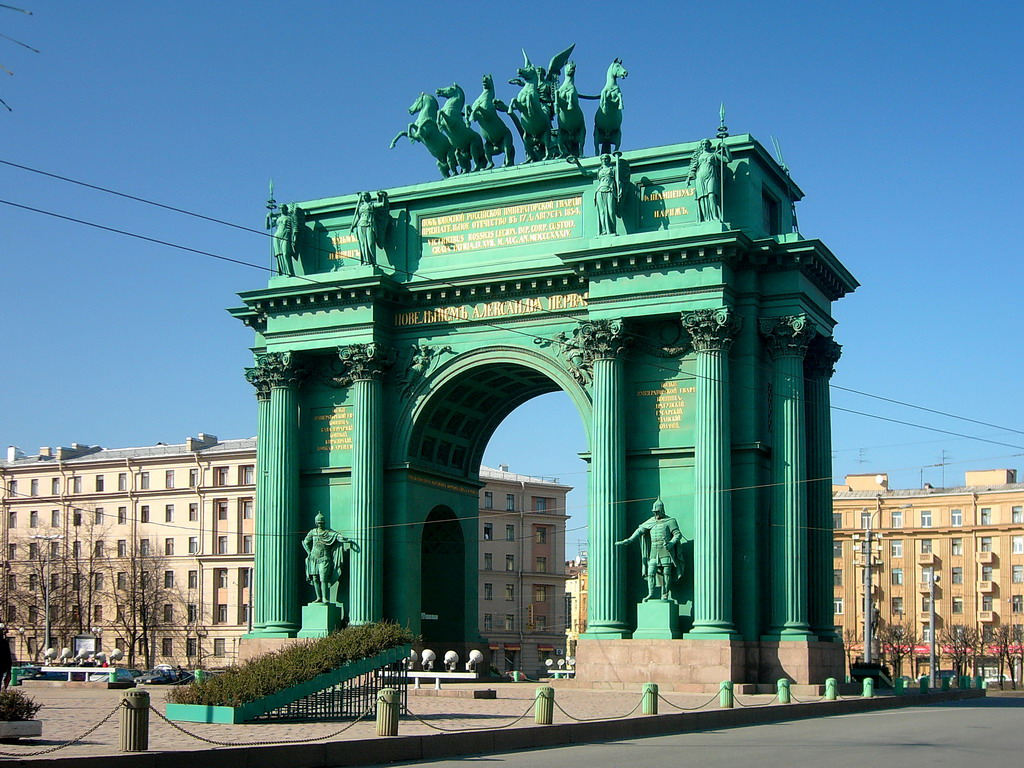
بوابة انتصار نارفا في ساحة ستاتشيك.

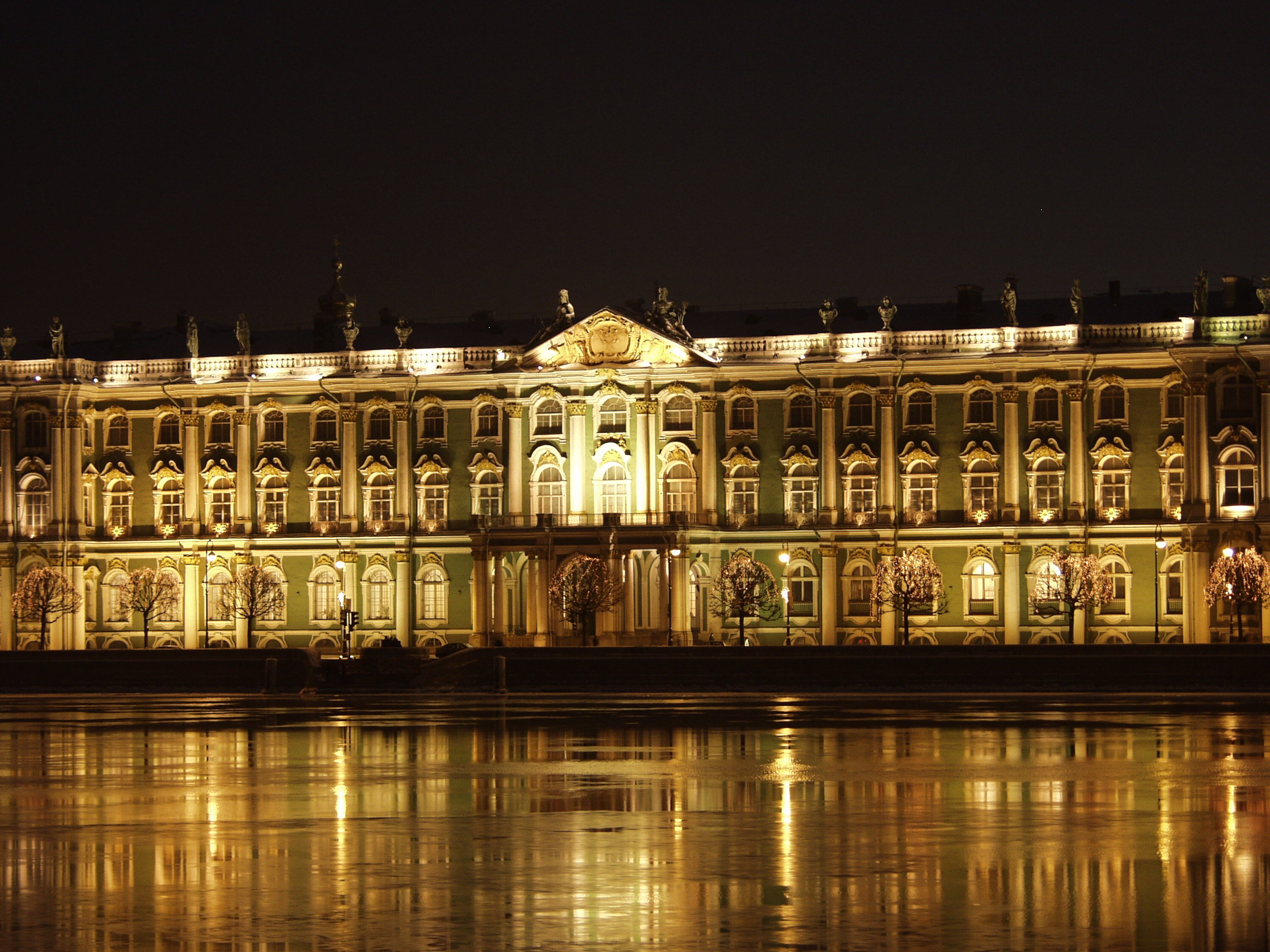
اقتحم الشيوعيون البلشفيون قصر الشتاء ليلاً في أكتوبر 1917

في 1 مايو 1703، استولى القيصر بطرس الأكبر على قلعة نينشانتس السويدية ومدينة نين على نهر نيفا، وأسس المدينة في 27 مايو 1703 (بالتقويم الغريغوري، 16 مايو بالتقويم اليولياني) بعد أن استعاد الأراضي الإنغيرية من السويد في الحرب الشمالية العظمى. وسمى المدينة على اسم قديسه الراعي، الرسول القديس بطرس.
وفي التهجئة الأصلية بثلاث كلمات «سانكت بيتر بورخ» (Санкт-Питер-Бурх) تُستخدم الكلمة اللاتينية «سانكت» (باللاتينية: Sankt)‏، كما هو الحال في مدن أخرى مثل Sankt Goar وبعض المدن الأوروبية الأخرى (هناك مفهوم خاطئ شائع حول «الأصل الثقافي الهولندي»؛ فبالنسبة للصيغ المحلية الهولندية للكلمة، هناك صيغة «سانت» Sant  أو «سينت» Sint في اللغة الهولندية الحديثة. ويرجع ذلك المفهوم الخاطئ إلى أن بطرس الأكبر قد أمضى في هولندا بعض الوقت، وأيضًا ثلاثة أشهر في بريطانيا العظمى، لذا يميل البعض إلى التحدث عن التجربة الأوروبية العامة التي أثرت على القيصر) 
يتم استخدام اسم «سانت بطرسبرغ» في الواقع كمكافئ لثلاثة أشكال مختلفة من الاسم: في الأصل Санкт-Питер-Бурх (سانكت بيتربورخ)، لاحقًا Санкт-Петерсбурх (سانكت بيترسبورخ)، ثم Санкт-Петербург (سانكت بيتربرغ). وغالبًا ما يتم استبدال الاسم الكامل بالاختصار (س ب ب) (СПб). وكانت كلمة «سانكت» عادة يقتصر استخدامها في الكتابة؛ وعادة ما يطلق عليها الناس اسم «بيتربرغ» Петербург أو الاسم المستعار الشائع «بيتر» Питер.
أما اسم «بتروغراد» (Петроград)، الاسم الذي أُطلق عليها عام 1914 عند اندلاع الحرب العالمية الأولى لتجنب النطق الألماني لـ «بيترسبرغ»، فكان ترجمة سلافية للاسم السابق. وتم تغيير الاسم إلى لينينغراد (Ленинград) في عام 1924.
تم بناء المدينة في ظل ظروف جوية وجغرافية صعبة. وكان معدل الوفيات المرتفع يتطلب إمدادًا ثابتًا بالعمال. فأمر بطرس بتجنيد سنوي لـ 40.000 من الأقنان، أي مجند واحد لكل تسعة إلى ستة عشر أسرة. اضطر المجندون إلى توفير أدواتهم وطعامهم لرحلة مئات الكيلومترات، سيرًا على الأقدام، في جماعات، غالبًا ما يرافقهم حراس عسكريون ومقيّدون بالأغلال لمنع الفرار، لكن العديد منهم فروا؛ ومات آخرون من المرض والتعرض لظروف قاسية.
كان أول مبنى للمدينة الجديدة هو قلعة بطرس وبولس، والتي حملت في الأصل اسم قلعة سانكت بطرسبورغ. وبنيت على جزيرة زياتشي (هيرز)، قبالة الضفة اليمنى لنهر نيفا، على بعد ثلاثة أميال من الخليج. تم تجفيف المستنقعات وامتدت المدينة انطلاقا من القلعة تحت إشراف المهندسين الألمان والهولنديين الذين دعاهم بطرس الأكبر إلى روسيا. قام بطرس بتقييد تشييد المباني الحجرية في جميع أنحاء روسيا خارج سانت بطرسبرغ حتى يأتي جميع البنائين للمساعدة في بناء المدينة الجديدة.
في الوقت نفسه، استأجر بطرس الأكبر عددًا كبيرًا من المهندسين والمعماريين وبناة السفن والعلماء ورجال الأعمال من جميع دول أوروبا. أدت الهجرة الهائلة للمهنيين المتعلمين في النهاية إلى تحويل المدينة إلى مدينة عالمية أكثر من موسكو وبقية روسيا.
والجدير بالذكر أنه قد أسيء فهم جهود بطرس الأكبر الكبيرة من أجل التحديث في موسكو وبقية روسيا تمامًا من قبل طبقة النبلاء الروسية القديمة وفشلت في النهاية، مما تسبب في الكثير من المتاعب مع المعارضة، بما في ذلك عدة محاولات لاغتياله وخيانة ابنه.
نقل بطرس العاصمة من موسكو إلى سانت بطرسبرغ عام 1712، قبل تسع سنوات من معاهدة نيستاد. وكانت المدينة تسمى «نافذة على أوروبا»، وتعتبر ميناء بحريا هاما وقاعدة للبحرية الروسية التي أنشأها بطرس، كما كانت محمية بقلعة كرونشتاد.
أول شخص بنى منزلاً في سانت بطرسبرغ كان كورنيليس كروز، قائد أسطول البلطيق. وبشكل مشابه لكل من البندقية وأمستردام، اقترح بطرس الأكبر القوارب والمراكب كوسيلة للنقل في مدينته في الجزء المغمور بالماء. في البداية لم يكن هناك سوى 12 جسرًا دائمًا فوق ممرات مائية أصغر، بينما كانت القوارب تعبر نهر نيفا العظيم في فصل الصيف وبالمشاة أو عربات الخيول خلال فصل الشتاء. وكان يتم بناء جسر عائم فوق نهر نيفا في كل صيف.
تأثر بيتر بقصر فرساي والقصور الأخرى في أوروبا. كان قصره الرسمي ذو الأهمية المماثلة في بيترهوف أول قصر في الضواحي يستخدمه القيصر بشكل دائم كمقر إقامة رسمي رئيسي ومكان لحفلات الاستقبال الرسمية وحفلات الدولة. وتم بناء القصر المواجه للبحر، قصر مونبليزير، وقصر بيترهوف العظيم بين عامي 1714 و 1725. في عام 1716، قدم ملك بروسيا هدية إلى القيصر بطرس: غرفة الكهرمان.
كان ألكسندر دانيلوفيتش مينشيكوف، والذي كان صديقا مقربا من بطرس، هو أول حاكم عام لمحافظة سانت بطرسبرغ في الفترة 1703-1727. وفي عام 1724 تم إنشاء أكاديمية سانت بطرسبرغ للعلوم في المدينة.
وبعد وفاة بطرس الأكبر، ألقي القبض على مينشيكوف ونفي إلى سيبيريا. وفي عام 1728، نقل بيتر الثاني العاصمة إلى موسكو، ولكن بعد 4 سنوات، في عام 1732، أصبحت سانت بطرسبرغ مرة أخرى عاصمة روسيا وظلت مقر الحكومة لمدة قرنين من الزمان.

## الثورات

تحيي كنيسة المخلص على الدم ذكرى المكان الذي اغتيل فيه القيصر ألكسندر الثاني

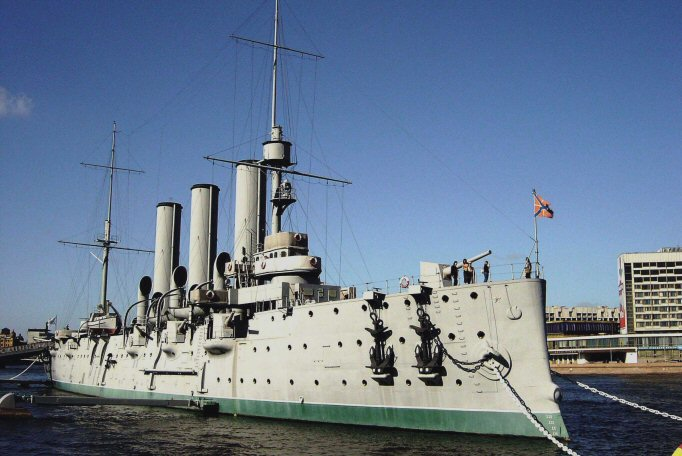
الطراد المحمي أورورا، رمز ثورة أكتوبر، أصبح الآن متحفًا

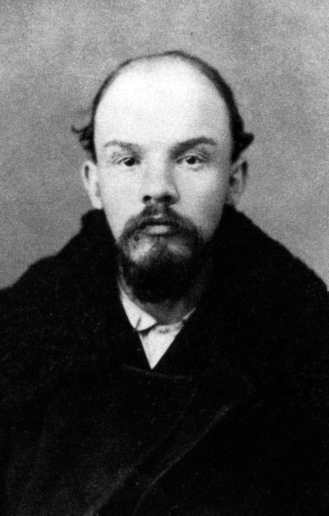
صورة لينين الجنائية 1895

شكلت العديد من الثورات والانتفاضات واغتيالات القياصرة والاستيلاء على السلطة في سانت بطرسبرغ مجرى التاريخ في روسيا وأثرت على العالم.
في عام 1801، بعد اغتيال الإمبراطور بولس الأول، أصبح ابنه الإمبراطور ألكسندر الأول. حكم ألكسندر الأول روسيا خلال الحروب النابليونية ووسع إمبراطوريته عن طريق الاستيلاء على فنلندا وجزء من بولندا. تزامنت وفاته الغامضة في عام 1825 مع ثورة الديسمبريين، التي قمعها الإمبراطور نيكولاس الأول، الذي أمر بإعدام القادة ونفي المئات من أتباعهم إلى سيبيريا. وكان نيكولاس الأول متعصبا للقومية الروسية من خلال قمع الجنسيات والأديان غير الروسية.
الثورة الثقافية التي أعقبت الحروب النابليونية، فتحت مدينة سانت بطرسبرغ على الرغم من القمع. جذبت ثروة المدينة ونموها السريع دائمًا المفكرين والعلماء والكتاب والفنانين البارزين. اكتسبت سانت بطرسبرغ في النهاية اعترافًا دوليًا كبوابة للتجارة والأعمال، فضلاً عن كونها مركزًا ثقافيًا عالميًا.
وساهمت أعمال ألكسندر بوشكين ونيكولاي غوغول وإيفان تورجينيف وفيودور دوستويفسكي والعديد من الآخرين في وضع الأدب الروسي على خريطة الأدب العالمي. وازدهرت في روسيا فنون الموسيقى والمسرح والباليه وترسخت واكتسبت مكانة دولية.
قام نجل الإمبراطور نيكولاس الأول، الإمبراطور ألكسندر الثاني بتنفيذ أكثر الإصلاحات تحديًا  في روسيا منذ عهد بطرس الأكبر. وتسبب تحرير الأقنان (1861) في تدفق أعداد كبيرة من الفقراء إلى العاصمة. أقيمت مساكن في الضواحي، وظهرت صناعات ناشئة، متجاوزة موسكو في النمو السكاني والصناعي. وبحلول عام 1900، نمت سانت بطرسبرغ لتصبح واحدة من أكبر المراكز الصناعية في أوروبا، ومركزًا دوليًا مهمًا للقوة والأعمال والسياسة، ورابع أكبر مدينة في أوروبا.
مع نمو الصناعة، كانت الحركات الراديكالية أيضًا متصاعدة. وكانت المنظمات الاشتراكية مسؤولة عن اغتيال العديد من الشخصيات العامة والمسؤولين الحكوميين وأفراد من العائلة المالكة وحتى القيصر نفسه. قُتل القيصر ألكسندر الثاني على يد انتحاري يدعى إغناسي هرينيفيكي في عام 1881، في مؤامرة لها صلات بعائلة لينين وثوار آخرين.
وفي المدينة بدأت ثورة 1905 وانتشرت بسرعة في المقاطعات. وخلال الحرب العالمية الأولى، كان يُنظر إلى اسم سانكت بيتربورغ على أنه ألماني للغاية، لذلك تم تغيير اسم المدينة إلى بتروغراد.
شهد عام 1917 المراحل التالية للثورة الروسية،  وعودة ظهور الحزب الشيوعي بقيادة لينين، الذي أعلن أن «الأسلحة تعطينا القوة» و «كل السلطة للسوفييت!» 
وبعد ثورة فبراير، ألقي القبض على القيصر نيكولاس الثاني واستبدلت حكومة القيصر بمركزين متعارضين للسلطة السياسية: الحكومة المؤقتة "المؤيدة للديمقراطية" والحكومة السوفيتية في بتروغراد «الموالية للشيوعية». ثم أطاح الشيوعيون بالحكومة المؤقتة في ثورة أكتوبر،  مما تسبب في اندلاع الحرب الأهلية الروسية.
أجبر قرب المدينة من الجيوش المناهضة للسوفييت الزعيم الشيوعي فلاديمير لينين على نقل حكومته إلى موسكو في 5 مارس 1918. ولم تلق تلك الخطوة اعتراضا، على أساس أنها مؤقتة. لكن موسكو ظلت العاصمة منذ ذلك الحين. في 24 يناير 1924، بعد ثلاثة أيام من وفاة لينين، تم تغيير اسم بتروغراد إلى لينينغراد. وكان دافع الحزب الشيوعي لإعادة تسمية المدينة مرة أخرى هو أن لينين قاد الثورة.
بعد الحرب الأهلية، وقتل القيصر نيكولاس الثاني وعائلته، بالإضافة إلى الملايين من الأشخاص المناهضين للسوفييت، كان الهدف من إعادة تسمية المدينة بـ «لينينغراد» هو تدمير الآمال الأخيرة بين المقاومة، وإظهار ديكتاتورية قوية لحزب لينين الشيوعي وللحكومة السوفيتية.
دمر إرهاب لينين الأحمر المدينة  ثم دمرها تطهير ستالين العظيم،  بالإضافة إلى الجرائم وعمليات التخريب في سلسلة الثورات والحروب. بين عامي 1917 و 1930، فر حوالي مليوني شخص من المدينة، بما في ذلك مئات الآلاف من المثقفين المتعلمين والأرستقراطيين، الذين هاجروا إلى أوروبا وأمريكا. في الوقت نفسه، اتبعت العديد من الجماعات السياسية والاجتماعية وشبه العسكرية الحكومة الشيوعية في انتقالها إلى موسكو، بعد أن تجردت المدينة من كونها العاصمة.
وفي عام 1931، انفصلت لينينغراد إدارياً عن لينينغراد أوبلاست.
في عام 1934، اغتيل سيرجي كيروف، حاكم لينينغراد الذي كانت له شعبية، لأن ستالين الذي كان مصابا بجنون العظمة، تخوف من نمو شعبيته. وتم استخدام اغتيال كيروف لبدء عملية التطهير الكبرى  حيث تم اعتقال أنصار تروتسكي وغيره من «أعداء الدولة السوفيتية» المشتبه بهم. ثم تم اختلاق سلسلة من القضايا «الجنائية»، المعروفة باسم مركز لينينغراد وقضية لينينغراد،  وأسفرت عن أحكام الإعدام للعديد من كبار قادة لينينغراد، وقمع شديد لآلاف المسؤولين والمثقفين.

## حصار لينينغراد
خلال الحرب العالمية الثانية، حاصر الجيش الألماني لينينغراد، واستمر الحصار من 8 سبتمبر 1941 إلى 27 يناير 1944 أي لمدة 29 شهرًا. وبأوامر من هتلر، قصفت المدينة بشكل منهجي وعزلت عن أي إمدادات، مما تسبب في مقتل أكثر من مليون مدني في 3 سنوات؛ ومات 650.000 في عام 1942 وحده. تقول التعليمات السرية الصادرة في 23 سبتمبر 1941: «الفوهرر مصمم على محو مدينة بطرسبورغ من على وجه الأرض. لا يوجد أي سبب على الإطلاق لاستمرار وجود هذه المدينة الكبيرة الحجم بعد تحييد روسيا السوفيتية».
ابتداءً من أوائل عام 1942، تم تضمين إنغريا في خطة الضم المعروفة باسم «جنرالبلان أوست» أو «منطقة الاستيطان الألمانية». وهذا يعني إبادة جماعية لثلاثة ملايين من سكان لينينغراد، الذين لم يكن لهم مكان في «النظام الأوروبي الشرقي الجديد» لهتلر.
أمر هتلر بالتحضيرات لإقامة احتفالات النصر في قصور القيصر. نهب الألمان الأعمال الفنية من المتاحف والقصور وكذلك من المنازل الخاصة. تم نقل جميع الكنوز المنهوبة، مثل غرفة الكهرمان، والتماثيل الذهبية لقصر بيترهوف، واللوحات الفنية وغيرها من الأعمال الفنية القيمة إلى ألمانيا. كما أعد هتلر حفلة للاحتفال بفوزه في فندق أستوريا. وتُعرض الآن دعوة مطبوعة لحفل استقبال هتلر في فندق أستوريا في متحف مدينة سانت بطرسبرغ.
أثناء حصار الممتد من عام 1941 إلى 1944، كانت الطرق الوحيدة لإمداد المدينة والضواحي، التي يسكنها عدة ملايين، هي الطائرات أو السيارات التي تعبر بحيرة لادوغا المتجمدة. قصف الجيش الألماني بشكل منهجي هذا الطريق، الذي عرف بطريق الحياة، لذلك غرقت آلاف السيارات التي تحمل أشخاصًا وإمدادات غذائية في البحيرة. كان الوضع في المدينة مروعًا بشكل خاص في شتاء 1941-1942.
دمرت الغارات الألمانية معظم احتياطيات الغذاء. تم تخفيض الحصص الغذائية اليومية في أكتوبر إلى 400 غرام من الخبز للرجل و 200 غرام للامرأة أو الطفل. في 20 نوفمبر 1941، تم تخفيض الحصص إلى 250 و 125 غرام على التوالي. كانت جرامات الخبز هذه الجزء الأكبر من وجبة يومية لشخص في المدينة.
تم تدمير إمدادات المياه. ازداد الوضع سوءًا في الشتاء بسبب نقص وقود التدفئة. في ديسمبر 1941 وحده مات حوالي 53000 شخص في لينينغراد من الجوع، وتناثرت العديد من الجثث في الشوارع في جميع أنحاء المدينة.
كتبت فتاة من لينينغراد البالغة من العمر 11 عامًا تدعى تانيا سافيشيفا في مذكراتها: «ماتت عائلة سافيتشيف. مات الجميع. فقط تانيا بقيت». وأصبحت تانيا أحد رموز مأساة الحصار وظهرت مذكراتها كأحد الوثائق العديدة في محاكمات نورمبرغ.
عانت المدينة من دمار شديد - حيث أطلق الجيش الألماني حوالي 150.000 قذيفة على المدينة، وألقت الطائرات الألمانية حوالي 100.000 قنبلة جوية. تم تجريف العديد من المنازل والمدارس والمستشفيات والمباني الأخرى، ونهبت القوات الألمانية تلك الموجودة في الأراضي المحتلة.
نتيجة الحصار، فقد حوالي 1.2 مليون من أصل 3 ملايين مدني في لينينغراد حياتهم بسبب القصف والمجاعة والأمراض واليأس. مئات الآلاف من المدنيين غير المسجلين، الذين عاشوا في لينينغراد قبل الحرب العالمية الثانية، لقوا حتفهم في الحصار دون أي سجل على الإطلاق. وفر حوالي مليون مدني خلال فترة الحصار سيرا على الأقدام. بعد عامين من الحصار، أصبحت لينينغراد «مدينة أشباح» فارغة تضم آلاف المنازل المدمرة والمهجورة.
من أجل المقاومة البطولية للمدينة ومثابرة الناجين من الحصار، أصبحت لينينغراد أول من حصل على لقب مدينة بطلة، في عام 1945.

## إعادة الإعمار بعد الحرب

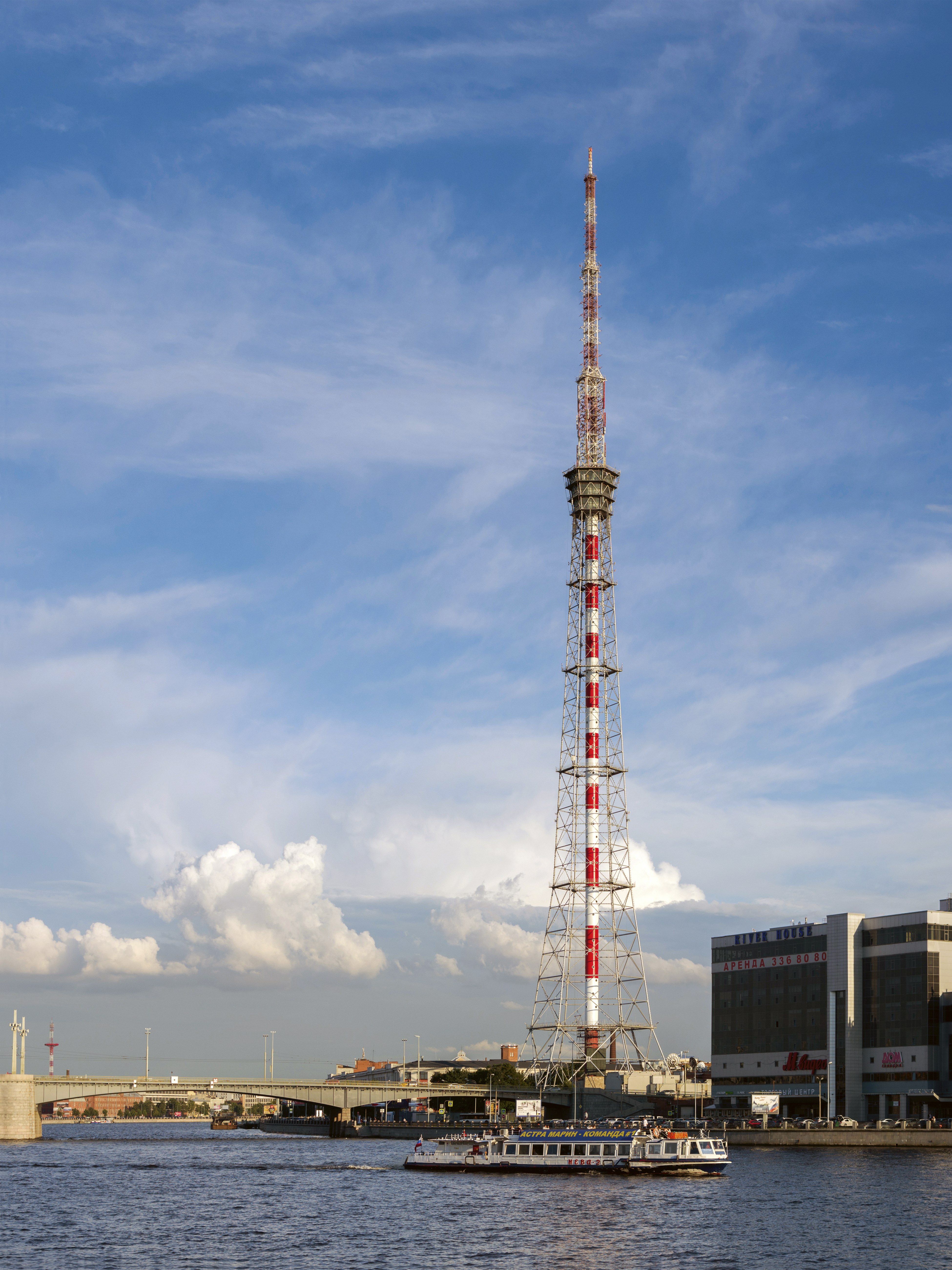
برج تلفزيون سانت بطرسبرغ (ارتفاعه 326 مترًا)

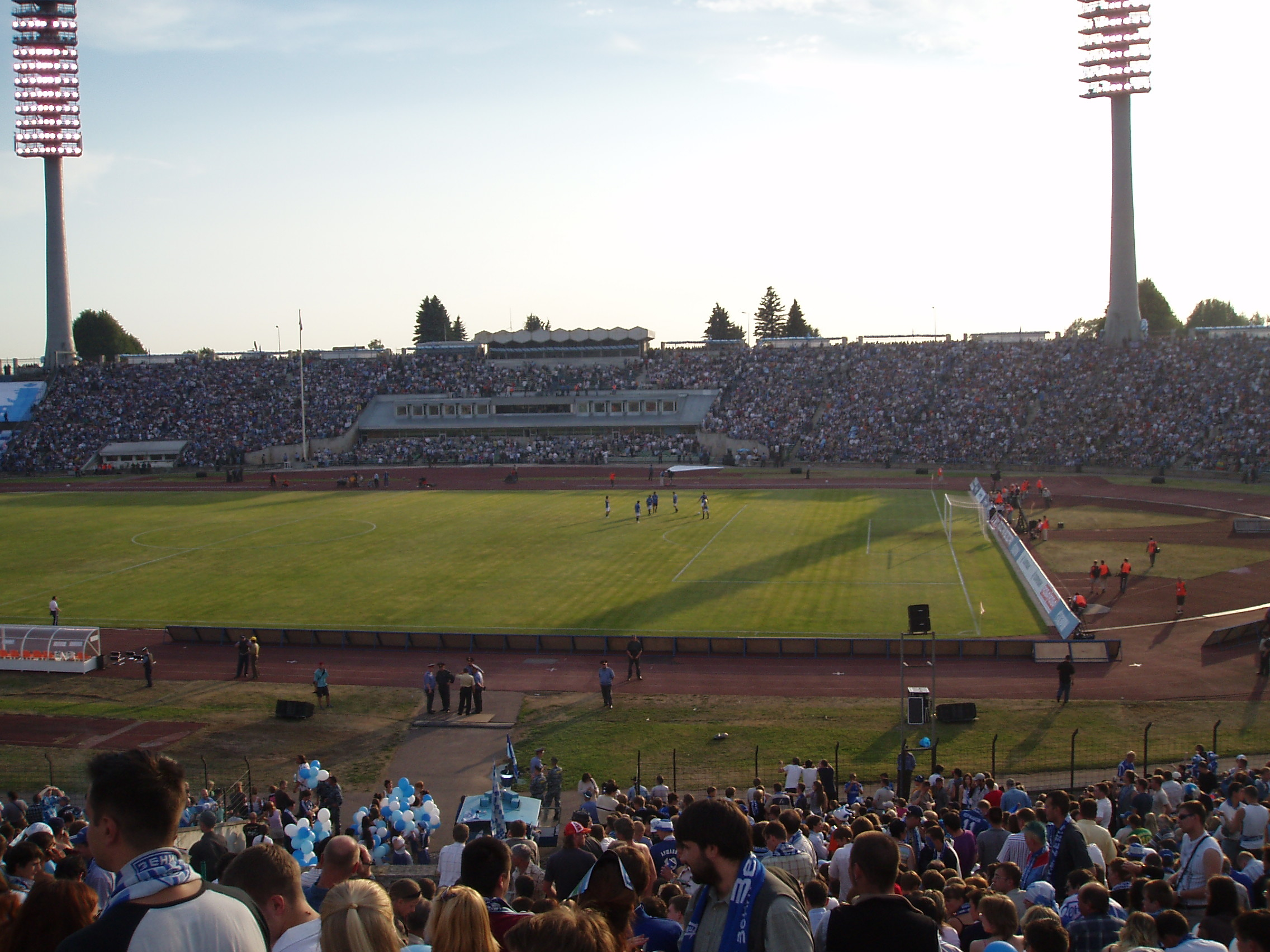
ستاد كيروف

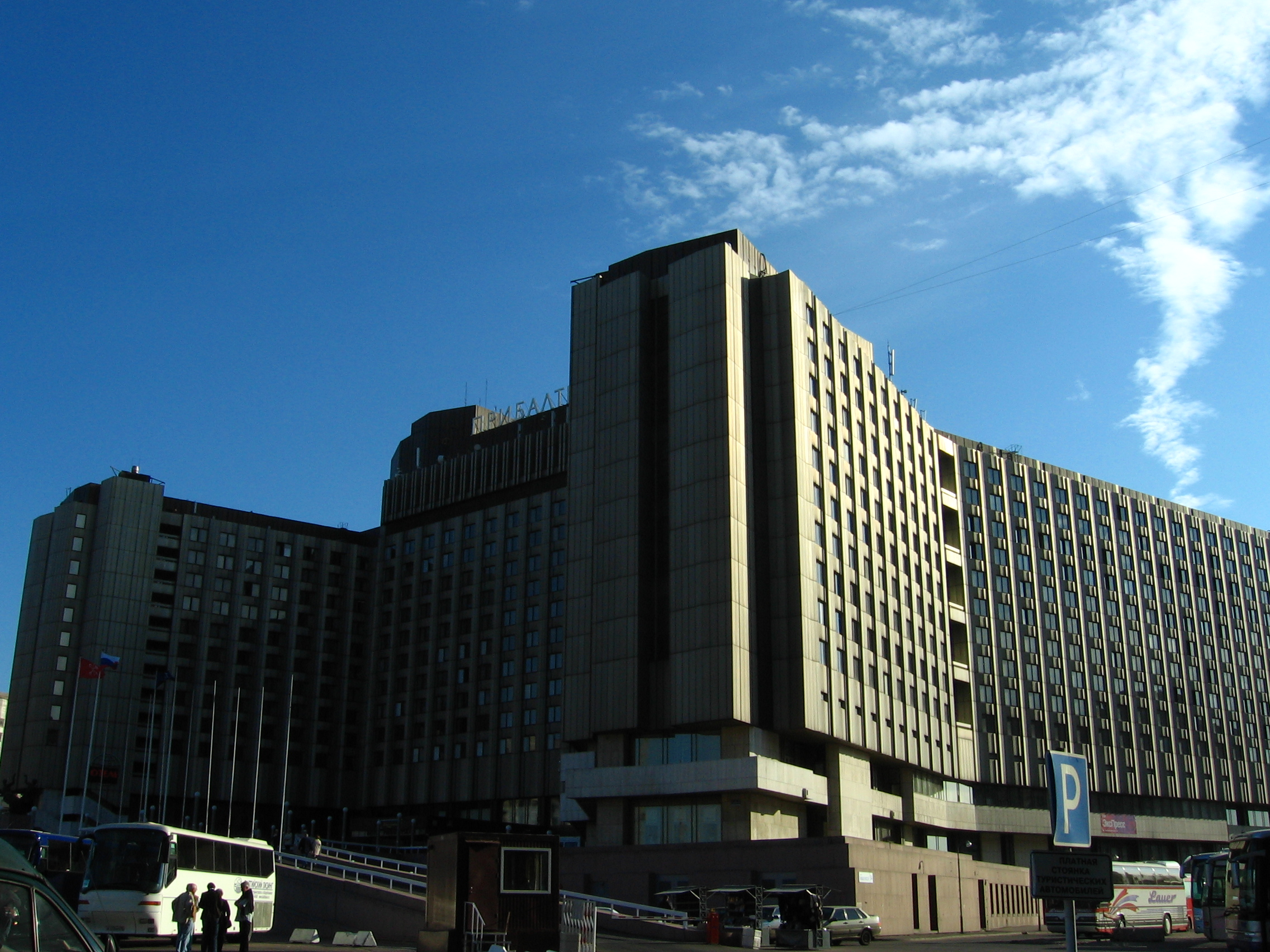
فندق بريبالتيسكايا

دمرت الحرب المدينة وقتلت العديد من كبار السن من سكان بطرسبورغ الذين لم يفروا بعد الثورة ولم يقتلوا في عمليات التطهير الجماعي قبل الحرب. ومع ذلك، أعيد بناء المدينة والعديد من ضواحيها على مدى عقود ما بعد الحرب، بشكل جزئي وفقًا للخطط الموضوعة في فترة ما قبل الحرب.
في عام 1950 تم افتتاح ملعب كيروف وسرعان ما سجل رقماً قياسياً عندما حضر 110.000 مشجع مباراة كرة قدم. في عام 1955، تم افتتاح مترو لينينغراد، وهو ثاني نظام نقل سريع تحت الأرض في البلاد، بمحطاته الست الأولى المزينة بالرخام والبرونز.

### الجدول الزمني للتعافي بعد الحرب

#### 1945 - السبعينيات
- إعادة بناء وترميم آلاف المباني والصناعات والمدارس والمواصلات وإمدادات الطاقة والبنية التحتية.
- ترميم متاحف الضواحي والقصور وغيرها من المعالم التاريخية والثقافية والكنوز.
- انفجارات ألغام أرضية خلفت وراءها العديد من القتلى بين المواطنين.[23]

#### 1946
- يناير - ديسمبر. عادت بعض المدارس والجامعات والكليات إلى الدراسة.
- يناير - ديسمبر. تم فتح بعض المسارح والأفلام للجمهور.

#### 1947
- مايو. تم فتح نوافير حديقة بيترهوف للجمهور مرة أخرى. لكن القصور كانت في حالة خراب لعدة عقود قادمة.

#### 1949
وضع ستالين خطة لإلقاء القبض على قادة حكومة المدينة وقتلهم. فألقي القبض على الكثيرين منهم: أليكسي كوزنتسوف، نيكولاي فوزنيسينسكي، بوبكوف، كابوستين، لازوتين، وآخرون، كانوا أبطالا في الدفاع عن لينينغراد، وأصبحوا من الشخصيات ذات الشعبية الكبيرة. تم القبض عليهم بتهم باطلة. كانت خطة ستالين لقتل قادة لينينغراد سرية للغاية في الاتحاد السوفيتي السابق. وهي معروفة الآن باسم قضية لينينغراد.

#### 1955
- مترو لينينغراد، الذي تم تصميمه قبل الحرب في الثلاثينيات ليكون بمثابة ملجأ تحت الأرض، تم الانتهاء منه بعد الحرب وافتتح في عام 1955 بمحطاته السبع الأولى المزينة بالرخام والبرونز. أصبح نظام النقل السريع الثاني تحت الأرض في البلاد.
- زاد عدد سكان لينينغراد مع الضواحي في 10 سنوات ما بعد الحرب من أقل من 0.8 مليون إلى حوالي 4 ملايين.

#### الستينيات
- تم ترميم متحف ومنزل إيليا ريبين في ضاحية ريبينو الشمالية، وهو مفتوح للجمهور. ومع ذلك، فإن معظم اللوحات الأصلية والمقتنيات الشخصية للفنان لا تزال مفقودة منذ أن كان الجيش الفنلندي هنا خلال الحرب العالمية الثانية.

#### السبعينيات
- نصب تذكاري للمدافعين والناجين من حصار لينينغراد على خطوط الدفاع السابقة في شارع موسكوفسكي بروسبكت بالقرب من مطار بولكوفو.

#### 2003
- مايو. تمت إعادة إنشاء غرفة الكهرمان برعاية ألمانيا. وهو مفتوح للجمهور في قصر كاترين المرمم بالكامل.
- صادف 27-31 مايو الذكرى السنوية 300 للمدينة.

#### 2004
- يناير. تم الاحتفال رسميًا بالذكرى الستين لرفع حصار لينينغراد في عام 1944 في سانت بطرسبرغ في 27 يناير 2004. حوالي اثني عشر ألفًا من الناجين من الحصار كانوا أطفالًا في وقت الحرب العالمية الثانية، يعيشون الآن على معاش تقاعدي حكومي في سانت بطرسبرغ وضواحيها. لا يزال عشرات الآلاف من الناجين الآخرين، الذين تم إجلاؤهم من لينينغراد المحاصرة وهم أطفال، يعيشون في روسيا ودول أخرى في جميع أنحاء العالم.

## تاريخ ما بعد الحرب
خلال أواخر الأربعينيات والخمسينيات من القرن الماضي، عانت النخبة السياسية والثقافية في لينينغراد من مزيد من القمع القاسي في ظل دكتاتورية ستالين  - تم إعدام المئات وسجن الآلاف في أعمال القمع المعروفة باسم قضية لينينغراد. تم الهجوم على المفكرين والكتاب والفنانين والمثقفين المستقلين، وتم حظر المجلات مثل «زفيزدا» و«ليننغراد»، وقمعت الشاعرة آنا أخماتوفا والكاتب ميخائيل زوشينكو،  ونفي عشرات الآلاف من سكان المدينة إلى سيبيريا.
وارتكب المزيد من الحملات القمعية على النخبة الفكرية في لينينغراد، وتعرف باسم «قضية لينينغراد الثانية»، وكانت جزءًا من السياسات الاقتصادية غير العادلة للدولة السوفيتية.
كان اقتصاد لينينغراد ينتج  حوالي 6٪ من الناتج القومي الإجمالي لاتحاد الجمهوريات الاشتراكية السوفياتية، على الرغم من وجود أقل من 2٪ من سكان البلاد، لكن الحزب الشيوعي السوفيتي نفى هذه الكفاءة الاقتصادية وحول الدخل المكتسب من سكان لينينغراد إلى أماكن وبرامج سوفيتية أخرى.
نتيجة لذلك، خلال الستينيات والسبعينيات والثمانينيات من القرن الماضي، كانت مدينة لينينغراد تعاني من نقص شديد في التمويل لصالح موسكو. عانت لينينغراد من التوزيع غير العادل للثروة، لأن القيادة السوفيتية استنزفت موارد المدينة لدعم مستويات المعيشة الأعلى في موسكو وفي بعض الأجزاء ذات الأداء الضعيف في الاتحاد السوفيتي وما وراءه. تسببت إعادة التوزيع غير العادلة للثروة في حدوث صراعات داخل الحكومة السوفييتية والحزب الشيوعي، مما أدى إلى تفككهما ولعبت دورًا في الانهيار النهائي للاتحاد السوفيتي. 
في 12 يونيو 1991، يوم أول انتخابات رئاسية روسية، في استفتاء اختار 54 ٪ من ناخبي لينينغراد استعادة الاسم الأصلي، سانت بطرسبرغ، وتم تطبيقه في 6 سبتمبر 1991. وفي نفس الانتخابات، أصبح أناتولي سوبتشاك أول رئيس بلدية منتخب ديمقراطياً للمدينة. من بين مبادراته الأولى، حاول سوبتشاك تقليل السيطرة الفيدرالية من قبل موسكو للحفاظ على الدخل من اقتصاد سانت بطرسبرغ في المدينة.
عادت الأسماء الأصلية إلى 39 شارعًا وستة جسور وثلاث محطات مترو في سانت بطرسبرغ وست حدائق. يستخدم كبار السن أحيانًا أسماء قديمة وعناوين بريدية قديمة. أحيانا تطلق السلطات على سانت بطرسبرغ لقب «مدينة لينينغراد البطلة». قد يستخدم الشباب لينينغراد كاحتجاج غامض ضد بعض التغييرات الاجتماعية والاقتصادية. وتسمى إحدى الفرق الموسيقية التي تعزف موسيقي «سكا بانك» نفسها باسم لينينغراد.
في عام 1996، انتخب فلاديمير ياكوفليف رئيسًا لإدارة مدينة سانت بطرسبرغ، وتم تغيير لقبه من «رئيس البلدية» إلى «حاكم المدينة». وفي عام 2003 استقال ياكوفليف قبل عام من انتهاء فترة ولايته الثانية. تم انتخاب فالنتينا ماتفينكو لمنصب الحاكم. في عام 2006 أعاد المجلس التشريعي للمدينة تعيينها حاكمة.
أكملت المحكمة الدستورية لروسيا انتقالها من موسكو إلى ساحة مجلس الشيوخ في سانت بطرسبرغ في عام 2008. أعادت هذه الخطوة جزئيًا مكانة سانت بطرسبرغ التاريخية، مما جعل المدينة ثاني عاصمة قضائية لروسيا.